# Віктор Перес Петіт
Ві́ктор Пе́рес Петі́т (ісп. Víctor Pérez Petit; *27 вересня 1871, Монтевідео, Уругвай — †19 лютого 1947, там же) — уругвайський адвокат, письменник, поет і драматург.

## З життєпису
Син Хуана Франсіско Переса та Елени Петіт.
У 1892 році він отримав ступінь бакалавра наук і літератури, а 1895 року — правника і доктора юриспруденції з дисертацією La libertad de testar y la legítima (укр. Свобода свідчення та його легітимність).
Виступив засновником часопису Revista Nacional de Literatura y Ciencias Sociales у 1895 році разом з Хосе Енріке Родо та братами |Даніелем Мартінесом і Карлосом Мартінесом Віхілями. Він також був редактором газети El Orden .
Починаючи від 1908 до 1915 року був директором і редактором El Tiempo de Montevideo.
Очолював Спілку авторів Уругваю, входив до складу спілки Ateneo Сальвадору та Гондурасу.

## З доробку
Вгесок в уругвайську літературу Віктора Переса Петіта представлений оповіданнями, віршами, літературно-критичними статтями у численних газетах, як на батьківщині, так і за кордоном. Підписував твори різноманітними псевдонімами ("Argos", "Fabio", "Don Gil de las calzas verdes", "Sóstrato", "Araguirá", "Chrysals", "El Otro", "Juan Palurdo").
Літературна творчість автора позначена нативізмом.
Прем'єри його п'єс відбулися як в театрах Монтевідео, так і в Буенос-Айресі.

## Джерело-посилання
- Víctor Pérez Petit на Anáforas (е-бібліотека уругвайських письменників). (ісп.)